# Молодіжна першість України з футболу 2013—2014
10-та молодіжна першість України з футболу серед дублерів проходила з липня 2013 року і завершилася у травні 2014 достроково згідно з рішеннями Виконкому ФФУ та Загальних зборів ПЛ. Чемпіоном вперше стала молодіжна команда «Іллічівець» (Маріуполь).

## Учасники
У турнірі братимуть участь 16 молодіжних команд:
| - «Арсенал» (Київ) - «Волинь» (Луцьк) - «Ворскла» (Полтава) - «Говерла» (Ужгород) - «Динамо» (Київ) - «Дніпро» (Дніпропетровськ) - «Зоря» (Луганськ) - «Іллічівець» (Маріуполь) | - «Карпати» (Львів) - «Металіст» (Харків) - «Металург» (Донецьк) - «Металург» (Запоріжжя) - ФК «Севастополь» (Севастополь) - «Таврія» (Сімферополь) - «Чорноморець» (Одеса) - «Шахтар» (Донецьк) |

 — нові команди.

## Підсумкова таблиця
| М  | Команда          | І  | В  | Н | П  | РМ    | О  |
| -- | ---------------- | -- | -- | - | -- | ----- | -- |
|    | «Іллічівець»     | 26 | 17 | 5 | 4  | 51−24 | 56 |
|    | «Шахтар»         | 26 | 16 | 7 | 3  | 70−31 | 55 |
|    | «Дніпро»         | 26 | 16 | 3 | 7  | 50−26 | 51 |
| 4  | «Металіст»       | 26 | 14 | 3 | 9  | 44−25 | 45 |
| 5  | «Зоря»           | 26 | 12 | 4 | 10 | 42−38 | 40 |
| 6  | «Динамо»         | 26 | 11 | 6 | 9  | 43−40 | 39 |
| 7  | «Металург» Д     | 26 | 11 | 6 | 9  | 44−44 | 39 |
| 8  | «Карпати»        | 26 | 11 | 6 | 9  | 32−33 | 39 |
| 9  | «Ворскла»        | 26 | 12 | 1 | 13 | 51−54 | 37 |
| 10 | ФК «Севастополь» | 26 | 10 | 3 | 13 | 53−61 | 33 |
| 11 | «Металург» З     | 27 | 8  | 7 | 12 | 47−48 | 31 |
| 12 | «Чорноморець»    | 26 | 7  | 5 | 14 | 31−43 | 26 |
| 13 | «Говерла»        | 26 | 5  | 6 | 15 | 32−62 | 21 |
| 14 | «Волинь»         | 26 | 5  | 6 | 15 | 30−63 | 21 |
| 15 | «Таврія»         | 27 | 4  | 6 | 17 | 20−58 | 18 |
| —  | «Арсенал»        | —  | —  | — | —  | —     | —  |

ФК «Арсенал» виключений зі змагань, результати матчів за участю команди анульовані.

## Найкращі бомбардири
| № | Футболіст          | Команда          | Голи (пен.) |
| - | ------------------ | ---------------- | ----------- |
| 1 | Олег Бараннік      | «Ворскла»        | 18 (3)      |
| 2 | Владлен Юрченко    | «Шахтар»         | 17 (9)      |
| 3 | Володимир Коваль   | ФК «Севастополь» | 16 (1)      |
| 4 | Фарід Алі          | «Металург» З     | 11          |
| 5 | Андрій Тотовицький | «Іллічівець»     | 11 (1)      |
| 6 | Ясин Хамід         | «Металург» Д     | 11 (4)      |